# 佐久間豊信
佐久間 豊信（さくま とよのぶ）は、江戸時代中期の旗本。。
宝永4年（1707年）8月21日、わずか7歳にして父・佐久間信精の跡（蔵米300俵）を継ぎ、小普請となった。享保2年（1717年）5月12日、初めて将軍吉宗に拝謁。
享保7年（1722年）12月25日、祖父・信房の家督（1000石）を継ぎ、そのうちから200石を叔父・房元に分知したが、父から受けた蔵米は返上した。享保9年（1724年）10月9日、御小姓組に列せられた。後に西城御書院番に転任した。
元文元年（1736年）5月30日、死去。享年36。